# María Blázquez Martínez
María Blázquez Martínez (Toledo, 10 de novembre de 1951) és una mestra i política del PSOE.
Es llicenciar en Filosofia i Lletres. Va formar part del cos de Mestres. El 1988 va ser membre de la Comissió Executiva Regional del PSCM-PSOE. Va ser diputada nacional entre 1989 i 1991. Va ser Consellera de Sanitat entre 1991 i 1993. Després va ser diputada regional i secretaria primera de la Mesa de les Corts de Castella-La Manxa el 1995 i va ser des del 8 d ejuny de 1997 presidenta de les Corts castellanomanxegues.